# خرابکاری (فیلم ۱۹۳۶)
خرابکاری (به انگلیسی: Sabotage) فیلمی بریتانیایی در ژانر جنایی و دلهره‌آور که در سال ۱۹۳۶ ساخته شد و از اولین فیلم‌های مهم هیچکاک به‌شمار می‌آید. این فیلم براساس داستانی از جوزف کنراد به نام مأمور مخفی ساخته شد که به علت مشابهت با نام فیلم قبلی هیچکاک (مأمور مخفی-۱۹۳۶) اغلب دچار سردرگمی می‌شود.
با اینکه این فیلم جزو شاهکار های هیچکاک نیست اما سکانس قتلی در آن هست که از نظر میزانسن و... بسیار مورد توجه منتقدان است و در کلاس های فیلمسازی تدریس می‌شود.

## داستان فیلم
آنارشیستی به نام ورلاک در لندن سالنی سینمایی برای پوشش فعالیت‌هایش که ماهیت آن را حتی از همسرش پنهان کرده‌است اداره می‌کند. ورلاک که گمان می‌برد رفتارش زیر نظر گرفته شده است، از برادر جوان همسرش می‌خواهد که بسته‌ای حاوی یک بمب را تحویل دهد. پسرک سر راه مدتی به وقت گذرانی می‌پردازد و در نتیجه خود در انفجار بمب کشته می‌شود. همسر اندوه زده ورلاک با کارد آشپزخانه به‌طور ناگهانی همسرش را به قتل می‌رساند. ولی این اقدام به علت انفجار که به دست همکاران ورلاک در سینما رخ می‌دهد پنهان می‌ماند. همسر ورلاک به کارآگاهی که از ابتدا فعالیت گروه را زیر نظر داشته، دل می‌بندد.

## توضیحات
قسمتی از انیمیشن چه کسی کاک رابین را کشت؟ محصول والت دیزنی در اواخر این فیلم در سالن سینما مشاهده می شود و در آغاز فیلم هم از دیزنی برای اجازه استفاده از اثرش سپاسگزاری می‌شود.

## بازیگران
- سیلویا سیدنی در نقش Mrs Verloc
- اسکار هومولکا در نقش Karl Anton Verloc
- دزموند تستر در نقش Steve
- جان لودر در نقش Sergeant Ted Spencer
- جویس باربور در نقش Renee
- متیو بولتون در نقش Superintendent Talbot
- اس. جی. وارمینگتون در نقش Hollingshead
- ویلیام دیوهورست در نقش The Professor
- چارلز هاوتری در نقش a Studious Youth
- پیتر بول در نقش Michaelis (uncredited)
- آستین تِـرِور